# Stefan Paszkowski
Stefan Paszkowski – polski matematyk i informatyk, profesor zwyczajny.

## Życiorys
Pracował na Uniwersytecie Wrocławskim, od października 1962 roku jako kierownik Katedry Metod Numerycznych (KMN), w której w połowie tego roku zainstalowano brytyjski komputer Elliott 803, a w 1969 r. komputer Odra 1204. Brał udział w wielu pracach badawczo-rozwojowych dotyczących oprogramowania maszyn cyfrowych i metod numerycznych, w tym we współpracy z Wrocławskimi Zakładami Elektronicznymi Mera-Elwro. Spośród tych prac można wymienić m.in. autokod MOST 1 dla maszyny Odra 1003, realizację języka ALGOL 60 i jego translator dla Odry 1204, system operacyjny MASON i bibliotekę około 200 podstawowych algorytmów numerycznych.
Jest autorem bardzo starannie przygotowanego pod względem translacji na język polski tłumaczenia specyfikacji języka Algol 60. Przez wielu polskich informatyków jest ono uważane za legendarne, gdyż zapoczątkowało rodzimą terminologię informatyczną.
Pracuje w Instytucie Niskich Temperatur i Badań Strukturalnych PAN we Wrocławiu. Jest członkiem Polskiego Towarzystwa Matematycznego.

## Pozycje książkowe
- Język Algol 60, 1965 r.
- Zbiór zadań z teorii metod numerycznych cz. 1, 1969.
- Zastosowanie numeryczne wielomianów i szeregów Czebyszewa, 1975.